# Петербургский союзный договор (1805)
Петербу́ргский сою́зный догово́р 1805 года — договор между Россией и Великобританией, подписанный 30 марта (11 апреля) 1805 года в Санкт-Петербурге министром иностранных дел России князем А. Чарторыйским и H. H. Новосильцевым от России и английским посланником лордом Гоуером. Заложил основы 3-й антинаполеоновской коалиции. Стороны обязывались привлечь к союзу Австрию, Пруссию и другие европейские державы. Секретной статьёй обе страны обязались содействовать восстановлению династии Бурбонов на французском престоле, а в Нидерландах Оранской династии.

## Предыстория
Британское правительство, возобновившее войну с Францией в мае 1803 года, предложило России и Австрии создать коалицию против Наполеона. Александр I, порвавший дипломатические отношения с Францией после казни герцога Энгиенского и обеспокоенный захватническими действиями Наполеона, отнёсся благоприятно к английским предложениям. Для переговоров о союзе с Великобританией в сентябре 1804 года в Лондон был послан личный представитель русского императора Н. Н. Новосильцов. Переговоры были продолжены в Петербурге и завершились подписанием Петербургского союзного договора.
Одновременно с этими действиями, Александр I вёл переговоры с австрийским и шведским правительствами, завершившиеся подписанием секретной декларации о союзе с Австрией (6 (18) ноября 1804 года) и союзного договора с Швецией (14 (26) января 1805 года).

## Условия
Россия и Великобритания приняли решение организовать общеевропейскую коалицию, которая смогла бы выставить 500 000 солдат, чтобы принудить Францию к миру и восстановлению политического равновесия в Европе (ст. 1). Обе стороны согласились начать военные действия после создания армии в 400 000 человек, из которых Австрия должна была выставить 250 000, а Россия — 115 000. Остальное количество (недостающее до 500 000) должны были выставить Ганновер, Сардиния и Неаполь. Великобритания обязалась помогать коалиции своим флотом и предоставлять союзным державам денежную субсидию в размере 1 250 000 фунтов стерлингов ежегодно за каждые 100 000 человек (ст. 3). Русское правительство, помимо этого, обязалось выдвинуть обсервационные корпуса на границы Пруссии и Австрии. Позже, Александр I согласился на увеличение русских войск до 180 000 человек при соответствующем увеличении английских субсидий (дополнительная статья, подписанная 10 (22) мая 1805 года).
Параллельно, Великобритания согласилась распространить свои обязательства на Австрию и Швецию, при условии, что эти страны начнут военные действия против Франции в течение 1805 года. В случае заключения Россией союза с Пруссией и Данией на эти государства также распространялась британская помощь на тех же основаниях, причём Россия и Великобритания условились, при присоединении Пруссии к коалиции, предоставить ей возможность возвратить земли, потерянные по Базельскому мирному договору 1795 года. Россия обязалась приложить все усилия для привлечения к коалиции Испании и Португалии и содействовать соглашению между Испанией и Англией.
Целями заключения договора были объявлены:
1. очищение Северной Германии и Ганновера от французских войск;
2. восстановление независимости Голландии и Швейцарии, причём первая должна быть увеличена за счёт присоединения Бельгии, а вторая — за счёт Женевы и Савойи;
3. восстановление королевства Сардинии;
4. полное очищение французами Италии и гарантия независимости Неаполитанского королевства;
5. установление в Европе порядка, гарантирующего в будущем независимость всех европейских государств (ст. 2).

Обе стороны согласились также на присоединение к Австрии Зальцбурга и Брейсгау в Южной Германии и территории севернее рек По и Адды в Италии, что было предусмотрено австро-русской союзной декларацией от 6 (18) ноября 1804 года.
Как возможный вариант избежания коалиционной войны, предполагалось предложение Франции мирных условий, переговоры по которым, от имени коалиции, должна была вести Россия. В соответствии с ними, предусматривалось возвращение Франции всех её колоний, захваченных Великобританией, и оставление британцами острова Мальты, который должен был быть занят русским гарнизоном. Однако последний пункт вызвал серьёзные разногласия между союзниками. Английское правительство, не желая отказываться от Мальты, настаивало на исключении этого пункта из договора, а Александр I в свою очередь отказывался ратифицировать договор. Новые агрессивные действия Наполеона в Италии (провозглашение его королём Италии и присоединение к Франции Генуи и Лукки) заставили Александра уступить. Статья Петербургского договора о Мальте была исключена, а сам договор был ратифицирован обеими сторонами 16 (28) июля 1805 года.

## Последствия договора
8 (20) августа 1805 года к Петербургскому союзному договору присоединилась Австрия. Н. Н. Новосильцев, посланный Александром согласно договору для переговоров с Наполеоном, был отозван, не успев доехать до Парижа. Союзники приступили к военным приготовлениям, и в сентябре 1805 года антифранцузская коалиция начала военные действия вторжением австрийских войск в Баварию. Однако разгром союзных войск под Аустерлицем вскоре привёл к распаду коалиции.